# Agartala
Agartala là một thành phố và là một hội đồng đô thị (municipal council) trong quận West Tripura trong bang Tripura của Ấn Độ.

## Địa lý
Agartala có vị trí 23°50′B 91°17′Đ / 23,84°B 91,28°Đ Nó có độ cao trung bình là 16 mét (52 feet).

## Khí hậu
| Dữ liệu khí hậu của Agartala                                                              | Dữ liệu khí hậu của Agartala | Dữ liệu khí hậu của Agartala | Dữ liệu khí hậu của Agartala | Dữ liệu khí hậu của Agartala | Dữ liệu khí hậu của Agartala | Dữ liệu khí hậu của Agartala | Dữ liệu khí hậu của Agartala | Dữ liệu khí hậu của Agartala | Dữ liệu khí hậu của Agartala | Dữ liệu khí hậu của Agartala | Dữ liệu khí hậu của Agartala | Dữ liệu khí hậu của Agartala | Dữ liệu khí hậu của Agartala |
| Tháng                                                                                     | 1                            | 2                            | 3                            | 4                            | 5                            | 6                            | 7                            | 8                            | 9                            | 10                           | 11                           | 12                           | Năm                          |
| ----------------------------------------------------------------------------------------- | ---------------------------- | ---------------------------- | ---------------------------- | ---------------------------- | ---------------------------- | ---------------------------- | ---------------------------- | ---------------------------- | ---------------------------- | ---------------------------- | ---------------------------- | ---------------------------- | ---------------------------- |
| Cao kỉ lục °C (°F)                                                                        | 31.9 (89.4)                  | 35.1 (95.2)                  | 38.9 (102.0)                 | 41.5 (106.7)                 | 42.2 (108.0)                 | 40.2 (104.4)                 | 37.7 (99.9)                  | 36.4 (97.5)                  | 36.1 (97.0)                  | 38.2 (100.8)                 | 34.2 (93.6)                  | 33.1 (91.6)                  | 42.2 (108.0)                 |
| Trung bình ngày tối đa °C (°F)                                                            | 25.7 (78.3)                  | 28.5 (83.3)                  | 32.9 (91.2)                  | 34.2 (93.6)                  | 32.9 (91.2)                  | 31.5 (88.7)                  | 31.3 (88.3)                  | 31.5 (88.7)                  | 31.7 (89.1)                  | 30.9 (87.6)                  | 29.0 (84.2)                  | 26.4 (79.5)                  | 30.5 (86.9)                  |
| Tối thiểu trung bình ngày °C (°F)                                                         | 9.8 (49.6)                   | 13.1 (55.6)                  | 18.6 (65.5)                  | 22.3 (72.1)                  | 23.6 (74.5)                  | 24.5 (76.1)                  | 24.7 (76.5)                  | 24.6 (76.3)                  | 24.2 (75.6)                  | 22.0 (71.6)                  | 16.5 (61.7)                  | 11.1 (52.0)                  | 19.6 (67.3)                  |
| Thấp kỉ lục °C (°F)                                                                       | 3.5 (38.3)                   | 4.7 (40.5)                   | 9.4 (48.9)                   | 13.2 (55.8)                  | 16.1 (61.0)                  | 18.9 (66.0)                  | 21.2 (70.2)                  | 20.0 (68.0)                  | 20.0 (68.0)                  | 14.6 (58.3)                  | 9.2 (48.6)                   | 2.0 (35.6)                   | 2.0 (35.6)                   |
| Lượng Giáng thủy trung bình mm (inches)                                                   | 9.1 (0.36)                   | 19.7 (0.78)                  | 59.0 (2.32)                  | 182.1 (7.17)                 | 316.4 (12.46)                | 455.3 (17.93)                | 385.8 (15.19)                | 312.8 (12.31)                | 224.8 (8.85)                 | 165.2 (6.50)                 | 40.0 (1.57)                  | 8.4 (0.33)                   | 2.178,6 (85.77)              |
| Số ngày giáng thủy trung bình                                                             | 0.7                          | 1.7                          | 3.3                          | 7.8                          | 11.4                         | 17.4                         | 16.4                         | 16.4                         | 11.8                         | 7.3                          | 2.0                          | 0.3                          | 96.5                         |
| Nguồn: India Meteorological Department (Period 1951–1980, record high and low up to 2010) |                              |                              |                              |                              |                              |                              |                              |                              |                              |                              |                              |                              |                              |

## Cơ cấu dân số
Theo điều tra dân số Ấn Độ năm 2001, Agartala có dân số 189.327 người. Nam giới chiếm 50% dân số, nữ giới chiếm 50% dân số. Agartala có tỷ lệ biết chữ bình quân 85%, cao hơn mức trung bình 59,5% của toàn quốc. 8% dân số có độ tuổi dưới 6. Tiếng Bengal là ngôn ngữ phổ biến ở đây, ngoài ra còn có các thứ tiếng khác như Kokborok (tiếng Tripuri), Manipuri, Changma, Nepal. Hindu giáo là tôn giáo chính ở thành phố này, trong thành phố có nhiều nhà thời Hindu.